# قائمة مدربي نادي الهلال (السعودية)
منذ تأسيس النادي، كان لنادي الهلال 79 مُدرب. وكان أولهم حسن سلطان والمدرب الحالي هو الإيطالي سيموني إنزاغي منذ 6 يونيو 2025.

## القائمة

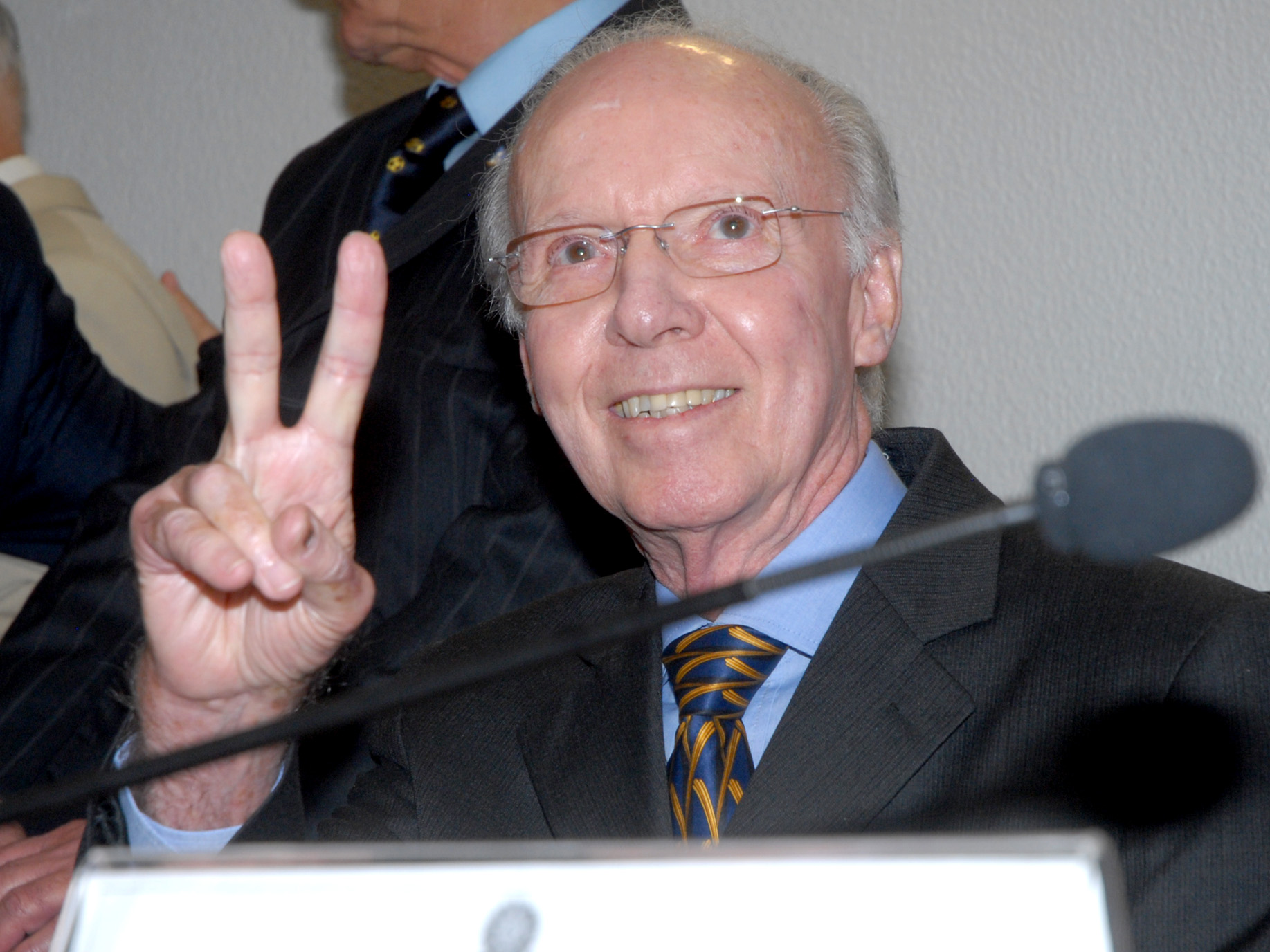
يعتبر ماريو زاغالو من أفضل المدربين في تاريخ نادي الهلال.

| - حسن سلطان (1957–58) - Al Toom Jobarat Allah (1959–60) - عاشور سالم (1960) - جورج سميث (1976–78) - باولو أمارال (1978) - ماريو زاغالو (1978–79) - أولتن فيلهو (1981–82) - لاديسلاو كوبالا (1982–84) - ليوبيسا بروشتش (1984) - فالدير اسبينوزا (1984–85) - كاندينهو (1985) - نواجيرا (1986) - روبنز مينيللي (1987) - عمر بوراس (1988) - كاندينهو (1988–89) - جون كارلوس (1989) - جويل سانتانا (1989–90) - إيدسون تافاريس (1990–91) - كيدنهو (1991–92) - سباستياو لازاروني (1992–93) - أوسكار بيرناردي (1993) - نيلسينهو باتيستا (1993–94) - أنتونيو لوبيس (1994) - أوسكار بيرناردي (1995) - سباستياو لازاروني (1995) - ويم فان هانيغيم (1995–96) - جوبرت (1996) - ميركو يوزيتش (1996–97) - هيرون فيريرا (1997) - أوسكار بيرناردي (1997) - إيلي بلاتشي (1997–98) - راينر هولمان (1999) - خليل الزياني (1999) - لوري ساندري (1999) - أنغيل يوردانيسكو (1999–00) | - إيلي بلاتشي (2000–01) - سافيت سوسيتش (2001) - أرتور جورج (2001–02) - فرانشيسكو ماتورانا (2002) - إيلي بلاتشي (2002–03) - آياد دي موس (2003–04) - أحمد العجلاني (2004) - أوسكار بيرناردي (2004) - ماركوس باكيتا (1 يوليو 2004–19 ديسمبر 2005) - كاندينهو (12 يناير 2006–23 مارس 2006) - خوسيه كليبر (24 مارس 2006 حتى 26 مايو 2006) - جوزيه بيزيرو (29 مايو 2006 حتى 8 يناير 2007) - تونينيو سيريسو (30 يناير 2007 حتى 29 مارس 2007) - ماركوس باكيتا (31 مارس 2007 حتى 30 مايو 2007) - كوزمين أولاريو (1 يوليو 2007 حتى 28 فبراير 2009) - نيكولا كاتالين (مؤقت) (28 فبراير 2009 حتى 19 مارس 2009) - جورج ليكنز (1 أبريل 2009 حتى 3 مايو 2009) - إيريك غيريتس (1 يوليو 2009 حتى 13 نوفمبر 2010) - غابرييل كالديرون (14 نوفمبر 2010 حتى 30 يونيو 2011) - توماس دول (22 يوليو 2011 حتى 20 يناير 2012) - هيكو بونان (مؤقت) (21 يناير 2012 حتى 30 يناير 2012) - إيفان هيسك (31 يناير 2012 حتى 26 يونيو 2012) - أنطوان كومباريه (27 يونيو 2012 حتى 30 يناير 2013) - زلاتكو داليتش (31 يناير 2013 حتى 27 مايو 2013) - سامي الجابر (28 مايو 2013 حتى 26 مايو 2014) - لورينت ريجيكامف (27 مايو 2014 حتى 15 فبراير 2015) - ماريوس سيبريا (مؤقت) (16 فبراير 2015 حتى 28 فبراير 2015) - جيورجوس دونيس (1 مارس 2015 حتى 18 مايو 2016) - عبد اللطيف الحسيني (مؤقت) (18 مايو 2016 حتى 11 يونيو 2016) - غوستافو ماتوساس (12 يونيو 2016 حتى 22 سبتمبر 2016) - ماريوس سيبريا (مؤقت) (22 سبتمبر 2016 حتى 15 أكتوبر 2016) - رامون دياز (15 أكتوبر 2016 حتى 21 فبراير 2018) - خوان براون (مؤقت) (21 فبراير 2018 حتى 1 يونيو 2018) - جورجي جيسوس (5 يونيو 2018 حتى 31 يناير 2019) - زوران ماميتش (31 يناير 2019 حتى 27 أبريل 2019) - بريكليس تشاموسكا (27 أبريل 2019 حتى 30 يونيو 2019) - رازفان لوشيسكو (30 يونيو 2019 حتى 15 فبراير 2021) - روجيرو ميكالي (15 فبراير 2021 حتى 2 مايو 2021) - خوسيه مورايس (2 مايو 2021 حتى 1 يونيو 2021) - ليوناردو جارديم (1 يونيو 2021 حتى 14 فبراير 2022) - رامون دياز (14 فبراير 2022 حتى 3 يونيو 2023) - جورجي جيسوس (2 يوليو 2023 حتى 3 مايو 2025) - محمد الشلهوب (3 مايو 2025 (مؤقت) - حتى 29 مايو 2025) - سيموني إنزاغي (4 يونيو 2025 حتى الآن ) |